# Mathematics Magazine
Mathematics Magazine è una pubblicazione bimensile con revisione della Mathematical Association of America.  I suoi lettori sono insegnanti di collegi matematici, anche di livello junior/senior,  e relativi studenti. È soprattutto un giornale di matematica piuttosto che di pedagogia. Tranne articoli dello stile "teorema-dimostrazione" tipici dei giornali di ricerca, pubblica invece articoli con un contesto matematico provvisti di esempi, applicazioni, illustrazioni, e con basi storiche. Quelle acquistate nel 2008 sono state 9,500 copie e il totale in circolazione era di 10,000.
Mathematics Magazine è il continuo delle riviste Mathematics News Letter (1926-1934) e National Mathematics Magazine (1934-1945.)
Doris Schattschneider diventa il primo editore femmina della rivista nel 1981.
La MAA promuove il premio Carl B. Allendoerfer Awards ogni anno "per articoli esposti con eccellenza" pubblicati in Mathematics Magazine.